# Streptocarpus schliebenii
Streptocarpus schliebenii är en tvåhjärtbladig växtart som beskrevs av Rudolf Mansfeld. Streptocarpus schliebenii ingår i släktet Streptocarpus och familjen Gesneriaceae. Inga underarter finns listade i Catalogue of Life.